# Antonio Nicaso

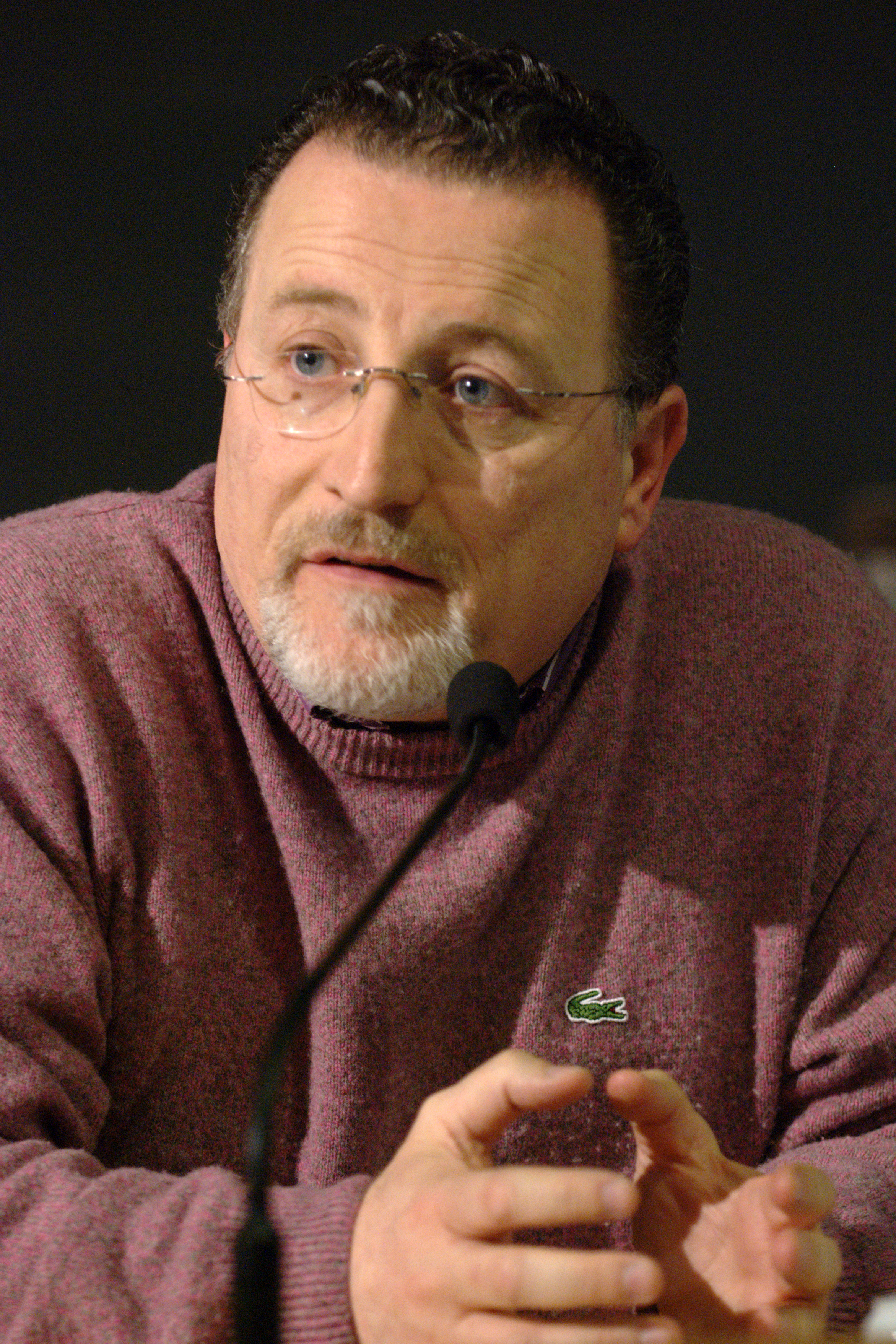
Antonio Nicaso (2011)

Antonio Nicaso (* 1964 in Caulonia) ist ein italienischer Journalist, Autor und Universitätsdozent. Als Experte für organisierte Kriminalität, insbesondere die kalabrische ’Ndrangheta, berät er Regierungs- und Strafverfolgungsbehörden in Italien und im Ausland und hält Vorträge.

## Karriere
Antonio Nicaso begann seine Karriere als Journalist für Presse und Fernsehen. Er berichtete zunächst über die Mafia in Italien (’Ndrangheta, Cosa Nostra, Camorra), dann auch über die internationalen Strukturen und Aktivitäten der organisierten Kriminalität. Heute ist er international als Fachmann auf dem Gebiet der organisierten Kriminalität anerkannt und gilt als führender Experte für die weltweiten Aktivitäten der ’Ndrangheta.
Nicaso lebt und arbeitet in Nordamerika. Er unterrichtet an der Queen’s University im kanadischen Kingston, beispielsweise zu den Themen „Sozialgeschichte des organisierten Verbrechens in Kanada“ und „Mafia-Kultur und die Macht der Symbole, Rituale und Mythen“. Außerdem unterrichtet er an der St. Jerome’s University in Waterloo (Ontario) und in den Vereinigten Staaten an der Italian School der Middlebury Language Schools in Oakland (Kalifornien).
Nicaso ist Mitglied im Beirat des Nathanson Center für transnationale Menschenrechte, Verbrechen und Sicherheit an der York-Universität (Toronto), im internationalen Beirat des Italienischen Instituts für strategische Studien „Niccolò Machiavelli“ in Rom sowie im Expertenbeirat für Einschüchterung, Erpressung und Bandengewalt in Montreal. Er ist auch Präsident des Centro Scuola e Cultura in Toronto.
Nicaso schrieb als Autor oder Koautor mehr als 30 Bücher über organisierte Kriminalität, zumeist in Italienisch. Seit 2006 sind regelmäßig Bücher erschienen, die Nicola Gratteri und Nicaso gemeinsam als Koautoren schrieben. Einige seiner Bücher erschienen in Englisch, darunter Global Mafia (1995), das er zusammen mit Lee Lamothe schrieb. Das Buch Business or Blood: Mafia Boss Vito Rizzuto's Last War (2015), das er zusammen mit Peter Edwards schrieb, war die thematische Grundlage der ersten Staffel der Fernsehserie Bad Blood, die zuerst 2017 im kanadischen Fernsehen gezeigt wurde.

## Veröffentlichungen (Auswahl)

### Englisch
- Antonio Nicaso, Peter Edwards: Deadly Silence: Canadian Mafia Murders. Macmillan Canada, 1993, ISBN 0-7715-9017-2.
- Antonio Nicaso, Lee Lamothe: Global mafia: the new world order of organized crime. Macmillan Canada, 1995, ISBN 0-7715-7311-1.
- Antonio Nicaso, Lee Lamothe: Bloodlines: The Rise and Fall of the Mafia's Royal Family. HarperCollins, 2001, ISBN 0-00-200034-2.
- Antonio Nicaso: Rocco Perri: The Story of Canada's Most Notorious Bootlegger. Wiley, 2004, ISBN 0-470-83526-5.
- Antonio Nicaso, Lee Lamothe: Angels, Mobsters and Narco-Terrorists: The Rising Menace of Global Criminal Empires. John Wiley & Sons, 2010, ISBN 978-0-470-67527-4.
- Antonio Nicaso, Marcel Danesi: Made Men: Mafia Culture and the Power of Symbols, Rituals, and Myth. Rowman & Littlefield Publishers, 2013, ISBN 978-1-4422-2227-4.
- Antonio Nicaso, Peter Edwards: Business or Blood: Mafia Boss Vito Rizzuto's Last War. Random House of Canada, 2015, ISBN 978-0-345-81378-7.
- Antonio Nicaso, Peter Edwards: Business Or Blood: Mafia Boss Vito Rizzuto's Last War. Random House of Canada, 2016, ISBN 978-0-345-81377-0.

### Italienisch
- Antonio Nicaso: Il piccolo Gatsby: la storia di Rocco Perri, il re del contrabbando dei liquori. Pellegrini Editore, 2006, ISBN 88-8101-326-6.
- Antonio Nicaso, Nicola Gratteri: Fratelli di sangue: la 'ndrangheta tra arretratezza e modernità : da mafia agro-pastorale a holding del crimine : la storia, la struttura, i codici, le ramificazioni. Pellegrini Editore, 2006, ISBN 88-8101-373-8.
- Antonio Nicaso,  Nicola Gratteri: La malapianta: la mia lotta contro la 'ndrangheta Strade blu Strade blu. Non fiction. Edizioni Mondadori, 2010, ISBN 978-88-04-59369-0.
- Antonio Nicaso: La mafia spiegata ai ragazzi. Edizioni Mondadori, 2010, ISBN 978-88-520-1732-2.
- Antonio Nicaso,  Nicola Gratteri: La malapianta: la mia lotta contro la 'ndrangheta Band 682 von Piccola biblioteca Oscar. Mondadori, 2011, ISBN 978-88-04-60541-6.
- Antonio Nicaso,  Nicola Gratteri: La giustizia è una cosa seria: un migliore sistema giudiziario per scofiggere le mafie Strade blu Strade blu. Non fiction Strade blu: Saggistica. Edizioni Mondadori, 2011, ISBN 978-88-04-60657-4.
- Antonio Nicaso, Nicola Gratteri: La mafia fa schifo. Edizioni Mondadori, 2011, ISBN 978-88-520-2117-6.
- Antonio Nicaso, Nicola Gratteri: Dire e non dire. Edizioni Mondadori, 2012, ISBN 978-88-520-3036-9.
- Antonio Nicaso: Il Piccolo Gatsby. La storia di Rocco Perri, il re del contrabbando di liquori. Luigi Pellegrini Editore, 2012, ISBN 978-88-8101-946-5.
- Antonio Nicaso, Nicola Gratteri, Valerio Giardina: Cosenza 'Ndrine Sangue e Coltelli. La criminalità organizzata in calabria 1. Luigi Pellegrini Editore, 2012, ISBN 978-88-8101-939-7.
- Antonio Nicaso: Senza Onore. Luigi Pellegrini Editore, 2012, ISBN 978-88-8101-898-7.
- Antonio Nicaso, Nicola Gratteri: Il Grande Inganno. Luigi Pellegrini Editore, 2012, ISBN 978-88-8101-954-0.
- Antonio Nicaso, Nicola Gratteri: Acqua santissima. Edizioni Mondadori, 2013, ISBN 978-88-520-4438-0.
- Antonio Nicaso,Sergio Schiavone: Cacciatori di tracce: Storie e tecniche di investigazione sulla scena del crimine. UTET, 2014, ISBN 978-88-511-1785-6.
- Antonio Nicaso, Marco Pignotti: L'Italia spiegata ai ragazzi. MONDADORI, 2014, ISBN 978-88-520-5347-4.
- Antonio Nicaso, Nicola Gratteri, John B. Trumper, Marta Maddalon: Male Lingue: Vecchi e nuovi codici delle mafia. Luigi Pellegrini Editore, 2014, ISBN 978-88-6822-187-4.
- Antonio Nicaso, Nicola Gratteri: Oro bianco. Mondadori, 2015, ISBN 978-88-520-6354-1.
- Antonio Nicaso: Mafia Bollati Boringhieri Saggi. Bollati Boringhieri, 2016, ISBN 978-88-339-7455-2.
- Antonio Nicaso: Rocco Perri. Il Gatsby italiano e la sua incredibile storia al tempo del «Proibizionismo». Luigi Pellegrini Editore, 2016, ISBN 978-88-6822-496-7.
- Antonio Nicaso, Nicola Gratteri: Padrini e padroni. Mondadori, 2016, ISBN 978-88-520-7667-1.
- Antonio Nicaso: La mafia spiegata ai ragazzi. Mondadori, 2017, ISBN 978-88-04-67337-8.
- Antonio Nicaso, Nicola Gratteri: Fiumi d'oro. Mondadori, 2017, ISBN 978-88-520-8390-7.